# Viibustuoddarak
Viibustuoddarak är ett berg i Finland.   Det ligger i den ekonomiska regionen Norra Lappland och landskapet Lappland, i den norra delen av landet, 900 km norr om huvudstaden Helsingfors. Toppen på Viibustuoddarak är 560 meter över havet.
Terrängen runt Viibustuoddarak är kuperad åt nordväst, men åt sydost är den platt.  Trakten runt Viibustuoddarak är nära nog obefolkad, med mindre än två invånare per kvadratkilometer. Det finns inga samhällen i närheten. Omgivningarna runt Viibustuoddarak är i huvudsak ett öppet busklandskap.